# Petit-noble
Le petit-noble (en hongrois : kisnemes) désigne un membre de la petite-noblesse du royaume de Hongrie. La petite-noblesse compose le groupe le plus important de l'aristocratie magyare. Elle se distingue de la moyenne-noblesse (középnemesség) par ses conditions modestes, souvent liées au travail artisanal ou agricole, mais aussi de la paysannerie par le servage dont elle est dispensée, grâce aux privilèges que son statut lui procure.

## Histoire
L'origine de la petite-noblesse hongroise remonte au règne d'Árpád et à la mise en place du système des comitats féodaux. Les petits-nobles travaillent au service du pouvoir comital ou sont chargés de protéger les villages frontaliers. Ils sont proches en cela des Haïdouks et des Sicules, à la différence près que ces derniers tiennent souvent leur titre nobiliaire de leur ancrage territorial. Jusqu'en 1715, ce sont les petits-nobles qui fournissent le gros des troupes militaires. Qu'elles aient été vastes ou modestes, leurs propriétés étaient considérées comme des domaines nobiliaires, ce qui donnait la possibilité au maître des lieux de faire respecter ses droits sur le plan privé comme pénal. 
Aux XVIIe et XVIIIe siècles, les petits-nobles se distinguaient surtout par leur conscience généalogique, mais également leur capital culturel, dans la mesure où une bonne partie d'entre eux savaient lire et écrire. Après 1848, lors de l'abolition du servage en Hongrie (jobbágyfelszabadítás), le titre de petit-noble n'est plus déterminant pour caractériser une position sociale. Certains rejoignent la gentry tandis que d'autres la paysannerie. 

## Catégories
La petite noblesse hongroise comprend les quatre catégories qui suivent.

### Noblesse d'Église
La noblesse d'Église (en hongrois: egyházi nemes ou encore prédiális nemes ; en latin: praedialista) : nobles affectés à la protection et au service des dignitaires ecclésiastiques et des offices.

### Noblesse terrienne
On en distingue deux types:
- Liée à la possession d'au moins un fief noble avec des serfs (en hongrois: birtokos nemes ; en latin: nobiles possessionati).
- La noblesse terrienne liée à la seule possession d'un domaine, sans serf (Egytelkes nemes ou kurialis).

### Noblesse de lettre
Armalista (en hongrois : armalista ; en latin : litterae armales ; en allemand : briefadel) ou « noblesse de lettre ».
Elle existe du XVIe siècle au XIXe siècle. À l'époque des Habsbourg, le don de noblesse et d'armoiries est généralement accordé sans exonération fiscale et sans privilège noble. Ceux qui possèdent un tel diplôme sont appelés « nobles de lettre » ou armalisták en hongrois, avec une connotation souvent très péjorative, parce que ces nobles ne figuraient pas parmi les grands féodaux du royaume et n'étaient pas capables de vivre selon leur rang. Elle vit en effet parfois comme la paysannerie ou travaille encore dans les affaires, ce que le reste de la noblesse considère comme de la dérogeance. Leur conscience de classe les sépare néanmoins fortement de la paysannerie et de la bourgeoisie, et les diverses organisations nobles ainsi que les relations personnelles avec le reste de la noblesse leur sont ouvertes et leur procurent des opportunités de progresser dans la hiérarchie sociale d'alors. Cette noblesse de lettre représente à l'époque de la Réforme (en) (1825-1848) 5% de la population du royaume.